# Grimsley Peaks
Die Grimsley Peaks umfassen fünf in Reihe angeordnete Berggipfel im ostantarktischen Enderbyland. In den Napier Mountains ragen sie unmittelbar südlich des Stor Hånakken auf.
Norwegische Kartografen kartierten sie anhand von Luftaufnahmen, die bei der Lars-Christensen-Expedition 1936/37 entstanden. Australische Kartografen präzisierten diese Kartierung anhand von Luftaufnahmen der Australian National Antarctic Research Expeditions aus dem Jahr 1956. Das Antarctic Names Committee of Australia (ANCA) benannte sie nach Stephen William Grimsley (1922–2023), Techniker zur Erforschung der Ionosphäre auf der Mawson-Station im Jahr 1961.